# 쏘아올린 불꽃, 밑에서 볼까? 옆에서 볼까? (2017년 영화)
《쏘아올린 불꽃, 밑에서 볼까? 옆에서 볼까?》(일본어: 打ち上げ花火、下から見るか? 横から見るか?)는 2017년 공개된 일본의 애니메이션 영화이다. 동명의 1993년 텔레비전 드라마를 원작으로 한다.

## 성우진
| 배역               | 일본어 성우             | 영어 성우 (2018년 지키즈) |
| ------------------ | ----------------------- | ------------------------- |
| 오이카와 나즈나    | 히로세 스즈             | 브룩 넬슨                 |
| 시마다 노리미치    | 스다 마사키             | 라이언 섀너핸             |
| 아즈미 유스케      | 미야노 마모루           | 에런 댈라빌라             |
| 준이치             | 아사누마 신타로         | 그리핀 푸아투             |
| 가즈히로           | 토요나가 요시유키       | 불명                      |
| 미노루             | 카지 유우키             | 에이든 라헤브             |
| 미우라 하루코 선생 | 하나자와 카나           | 로리 하임스               |
| 미쓰이시 선생      | 사쿠라이 타카히로       | 마이클 신터니클라스       |
| 나즈나 어머니      | 마츠 타카코             | 줄리 앤 테일러            |
| 나즈나 양아버지    | 미키 신이치로           | 커크 손턴                 |
| 노리미치 어머니    | 네야 미치코             | 줄리 앤 테일러            |
| 노리미치 아버지    | 토비타 노부오           | 빌 로블리                 |
| 유스케 아버지      | 미야모토 미츠루         | 빌 로블리                 |
| 간호사             | 사이토 치와 시마무라 유 | 불명                      |
| 화약장인           | 타치키 후미히코         | 마이크 폴록               |
| 포장마차 청년      | 신가키 타루스케         | 불명                      |